# Aeterne rerum conditor
Aeterne rerum conditor è uno degli inni attribuiti a sant'Ambrogio di Milano.
L'inno menziona Gesù Cristo come "portatore di luce" (in latino: lucifer), seguendo 2 Pietro 1:19, che afferma:
(2 Pietro 1:19)
Le alinea 15 e 16 si riferiscono al rinnegamento di Pietro.
L'inno è scritto in tetrametri giambici, formando dei distici che descrivono il seguente schema metrico: | u – u – | u – u – || u – u – | u – u – |.

## Testo latino
| Aeterne rerum conditor, noctem diemque qui regis, et temporum das tempora, ut alleves fastidium; Praeco diei iam sonat, noctis profundae pervigil, nocturna lux viantibus a nocte noctem segregans. Hoc excitatus lucifer solvit polum caligine, hoc omnis erronum chorus vias nocendi deserit. Hoc nauta vires colligit pontique mitescunt freta, hoc ipsa petra ecclesiae canente culpam diluit. Surgamus ergo strenue! gallus iacentes excitat, et somnolentos increpat, gallus negantes arguit. gallo canente spes redit, aegris salus refunditur, mucro latronis conditur, lapsis fides revertitur. Iesu, labantes respice, et nos videndo corrige, si respicis, lapsi stabunt, fletuque culpa solvitur. Tu lux refulge sensibus, mentisque somnum discute, te nostra vox primum sonet et ore psallamus tibi. Sit, Christe, Rex piissime, tibi Patrique gloria cum Spiritu Paraclito, in sempiterna saecula. Amen. |

Nel Breviario Romano del 1632 furono apportate alcune modifiche minori al testo delle strofe 2, 3, 7 e 8.